# 毛地黄属
毛地黄属（学名：Digitalis）植物包括大约20种，有两年生或多年生草本，以前的分类法将其列入玄参科，现代根据基因分析的分类将其更正为车前科。
本属植物原生于中亚和亚洲西部、非洲西北以及欧洲西部和西南。叶互生；花排成顶生、朝向一侧的总状花序，花冠倾斜，一面膨大成钟形，有各种颜色，从白色、粉红色、黄色、紫色到褐色等；果实为蒴果，内含细小的种子，多数品种可以作为园艺观赏花卉。
本属植物生长的第一年只长叶，在下部密集伸长，第二年长出50-250厘米长的花茎。
毛地黄属植物的叶含有强心甙类，提取后可作为强心剂，常用药名为地高辛。
属名Digitalis源于拉丁语digitalis，意为“手指”，指花冠的形状似指套。

## 下属物种
约20种，包括：
- 锈色毛地黄 Digitalis cariensis
- 毛花毛地黄 Digitalis ciliata
- Digitalis davisiana
- 矮花毛地黄 Digitalis dubia
- 锈点毛地黄 Digitalis ferruginea
- 大花毛地黄 Digitalis grandiflora
- 希腊毛地黄 Digitalis laevigata
- 狭叶毛地黄 Digitalis lanata
- 伊卡里亚岛毛地黄 Digitalis leucophaea
- 黃花毛地黃 Digitalis lutea
- 柳叶毛地黄 Digitalis obscura
- 巧克力色毛地黄 Digitalis parviflora
- 毛地黄 Digitalis purpurea
- 西班牙峰毛地黄 Digitalis thapsi
- 土耳其毛地黄 Digitalis trojana
- 绿花毛地黄 Digitalis viridiflora